# Мистецтво Японії

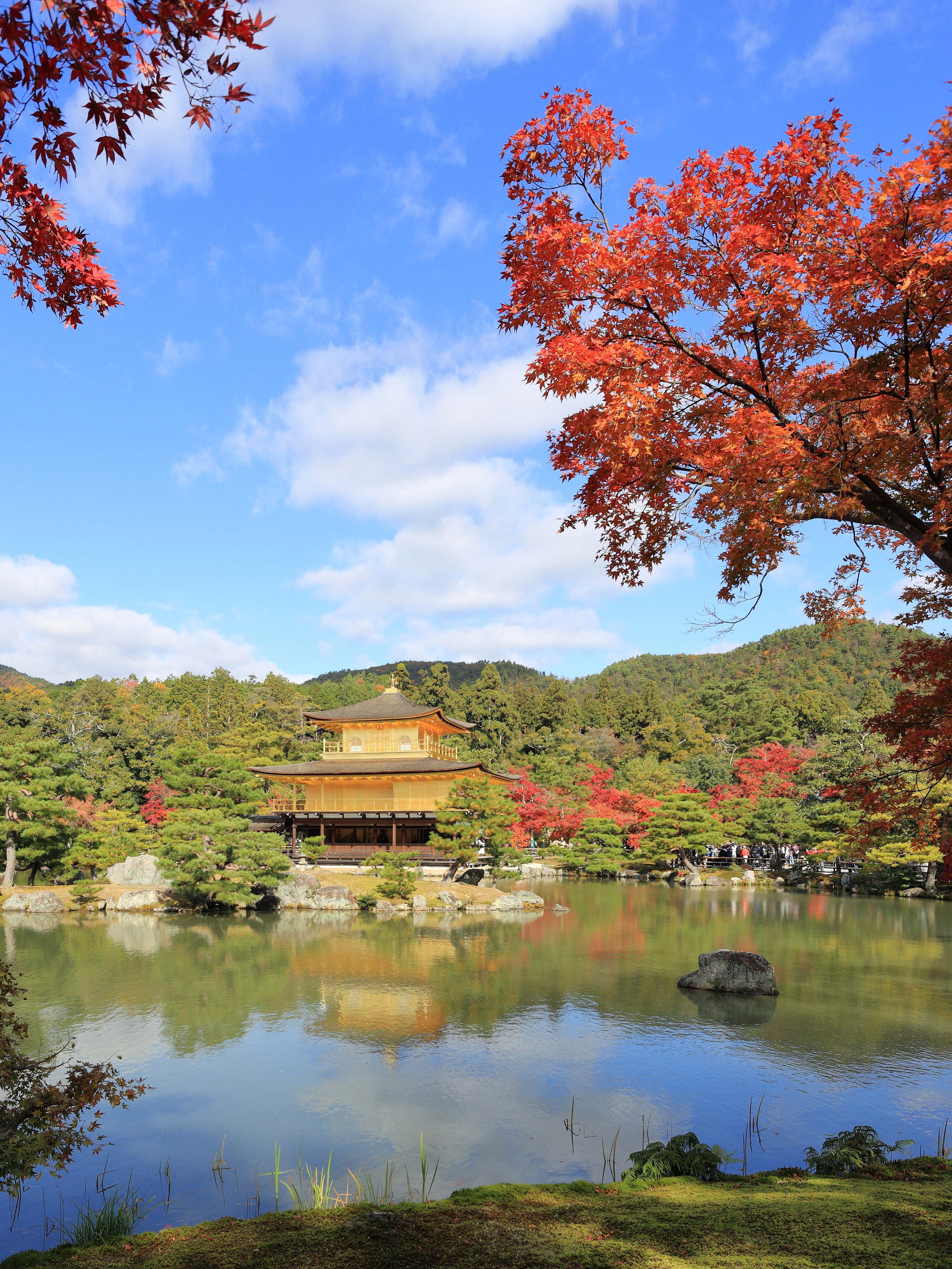
Монастир Кінкаку, занесений до списку Світової спадщини ЮНЕСКО в Японії

Мисте́цтво Япо́нії — сукупність культурного надбання японського народу за період — від перших людей, які населяли Японію у 10 тисячолітті до нашої ери, до наших днів. Японія створила своєрідне мистецтво, в якому наявні унікальні пам'ятки архітектури, скульптури, живопису, театру, літератури. У мистецтві поєдналися витонченість, багатозначність, емоційність та вигадливість.

## Своєрідність мистецтва
Традиційне японське мистецтво екологічне і медитативне, у ньому значна увага надається відстороненому поетичному милуванню природними явищами. Естетичні принципи японського мистецтва сформувалися під впливом трьох найважливіших релігійно-філософських доктрин: синтоїзму, конфуціанства і буддизму. Острівне положення країни і стихійні лиха спонукали японців ставитися до природи як до живої істоти, до божественного початку. У старовинні часи шінтоістські вірування були близькі шаманським культам, японці поклонялися божествам, які керували рухом небесних світил. Споглядання, захоплення миттєвою красою природи — важлива національна особливість, яка знайшла втілення у мистецтві Японії. Орієнтування японців на особистісні фактори — визначальна риса мистецтва, яка обумовлена буддизмом. За релігією людина має зосереджуватися передовсім на особистому духовному вдосконаленні.
Японія зазнала вторгнень нових ідей, за якими були тривалі періоди мінімальних контактів із зовнішнім світом. Японці виробили здатність поглинати, наслідувати і остаточно засвоювати ті елементи іноземної культури, які доповнювали їхні естетичні уподобання.
Японське мистецтво охоплює широкий спектр стилів, включає стародавню кераміку, скульптуру, живопис тушшю та каліграфію на шовку і папері, картини та гравюри на дерев'яних блоках, оригамі та манґу — сучасні японські мультфільми та комікси.

## Історія розвитку мистецтва
Мистецтво має довгу історію, починаючи від початку проживання людей в Японії, десь у 10 тисячолітті до нашої ери, і закінчуючи сучасною країною. У своєму розвитку мистецтво Японії пройшло низку стадій розвитку. Перші поселенці Японії виготовляли пишно прикрашені посудини, глиняні статуетки, звані догу та кришталеві коштовності. Від найдавнішого періоду збереглися переважно вироби з кераміки. Вони були виліплені від руки укладанням джгута з глини та випалені. Для випалювання посуд обмотували трав'яною мотузкою. Вона залишала декоративний слід, тому і керамічні вироби, і період назвали Дзьомон («слід мотузки») — VI тис. до н. е. — 300 р. до н. е. До цього періоду відносять також глиняні фігурки-обереги. Знайдені горщики того часу виготовлені з бамбука, мали плоске дно і вишукані конструкції. У період Кофун (200—538 pp. до н. е.) поширені поховальні кургани знаті. Навкруги курганів будували магічні огорожі з глиняних циліндрів.
Пам'ятка давнього періоду комплекс синтоїстського святилища в Ісе, побудований у першому століття нашої ери. У гірській лісистій місцевості споруда у вигляді двох святилищ — внутрішнього, присвяченого богині Аматерасу (Найку) і зовнішнього, присвяченого божеству злаків Тойоуке (Геку). Давній період змінився Нара — VII—VIII століттях. Буддизму послужив початковим поштовхом для контактів між Китаєм та Японією. Японці визнали грані китайської культури, які можна було б вигідно включити у свої власні: система для перетворення ідей та звуків у письмо; історіографія; нові технології, нові будівельні техніки, досконаліші способи лиття з бронзи та нові техніки і засоби для фарбування.
Після того, як китайське буддистське мистецтво Північної Вей проникло на територію, різні японські групи привезли в Японію буддистські ікони. Так напівсидяча форма Майтрея була адаптована до високорозвиненого давньогрецького мистецького стилю, який був переданий Японії, про що свідчать статуї Крию-дзи Міроку Босацу та статуї Чугудзі- Сіддхартхи. Три Королівства, і особливо Бекдже, мали важливий активний вплив на впровадження і формування буддистської традиції в Японії в 538 або 552 рр. Вони ілюструють кінцеву точку передачі мистецтва Шовкового шляху протягом перших кількох століть нашої ери. Інші приклади можна знайти в розробці іконографії японського бога вітру Фудзіна, а також класичних квіткових візерунків у храмових прикрасах.
У ІХ столітті, коли японці почали відсторонюватися від Китаю та розвивати власні форми вираження поглядів, світське мистецтво набувало все більшого значення; до кінця XV століття процвітали як релігійне, так і світське мистецтво. Період Хейян — XII ст. Довгий період феодалізму заведено ділити на декілька етапів. Раннє середньовіччя збігається з добою Камакура (кін. XII — поч. XIV ст.), зріле середньовіччя — з періодами Муроматі та Момояма (XIV — поч. XVII ст.), пізнє середньовіччя — з добою Едо (Токугава) (XVII—XIX ст.) Після Інінської війни (1467—1477) Японія вступила в період політичного, соціального та економічного зриву, який тривав понад століття. У період Мейдзі (1868—1912) відбувся різкий приплив західних стилів, які продовжували залишатися важливими.
Після Другої світової війни митці збиралися в мистецькі асоціації, деякі з яких були давно створеними професійними товариствами, а інші відображали новітні мистецькі рухи. Наприклад, Японська ліга художників відповідала за найбільшу кількість великих виставок, включаючи престижну щорічну виставку. Японський ПЕН-клуб, філія міжнародної письменницької організації, був найбільшим із тридцяти найбільших авторських асоціацій. Актори, танцюристи, музиканти та інші артисти вихвалялися власними товариствами, включаючи Товариство Кабукі, організоване в 1987 році для підтримання традиційних високих стандартів цього мистецтва, яким загрожують сучасні інновації. Однак до 1980-х років художники-авангардисти та скульптори уникали всіх груп і були «неприв'язаними» художниками.
У ХХ столітті художнє виробництво продовжувало відходити від традиційного живопису та скульптури у напрямку графічного дизайну, поп-арту, перформансу, концептуального мистецтва та мистецтва інсталяції. Різні види «гібридного» мистецтва дедалі більше входили в моду. З розвитком технологій художники все частіше включали в своє мистецтво електроніку, відео, комп'ютери, синтезовану музику, звуки та відеоігри. Естетика манги та аніме, в яку занурилося так багато молодих художників, чинила дедалі більший, хоча часом і досить тонкий вплив. Художники уникали усього, що нагадує «високе мистецтво» чи «образотворче мистецтво», на користь особистого, еклектичного, фантастичного чи фантасмагоричного та грайливого. Протягом 1960-х років японська економіка зростала понад 10 % на рік. Зростання багатства сприяло формуванню нового класу споживачів, які могли дозволити собі витрачати гроші на мистецтво та підтримувати різні види мистецтва. Вперше в сучасній історії Японії стало життєздатним для значної кількості художників заробляти на життя суто продажем свого мистецтва.

## Фактори впливу
На формування мистецтва Японії вплинули: особливі умови проживання, природа, філософія. Споглядання природи як божества привело до естетичного осмислення. Буддизм додав відчуття внутрішнього зв'язку природи з людиною. Буддизм прийшов в Японію з Китаю через Корею і приніс нові форми мистецтва. Вони знайшли відбиття у буддійському ансамблі Хорюдзі поблизу Нара (поч. VII ст.). У центрі прямокутний двір, довкола якого знаходились криті галереї з воротами на півдні та залом для проповідей на півночі. Всередині двору знаходився головний Золотий зал (Кондо) і п'ятиярусна пагода. Вигнуті краї черепичних дахів, система кронштейнів піддашшя, кам'яна платформа, декорування колон червоним лаком були інновацією для японської архітектури. В інтер'єрі головною святинею була вівтарна скульптурна композиція із зображенням Будди. Непередбачуваність природи з її землетрусами, виверженнями вулканів, тайфунами стверджувала нетривкість і ненадійність існування людини. Це відображено у буддійській теорії ілюзорності світу. Саме це співзвуччя наповнює всю японську культуру. Буддизм виховав байдужість до смерті. Конфуціанство закріпило відданість обов'язку, шляхетність і мужність. Культ природи і предків прищепив повагу до старших. Прихильник бусідо вбачав мету свого життя не у власному спасінні, його нагородою була гармонія з власним сумлінням. У основу самурайського виховання було покладено навчання терпіння й готовності до ризику. Досвід спілкування з непередбачуваного природою породив у японців фаталізм, відчуття приреченості, що простежуються в життєвих принципах: змирятися з будь-якою ситуацією, знаходити можливості дотримуватися встановлених правил, обмежувати себе в усьому.
Принцип вабі тримався на красі простости, важливості цінувати найменші вияви досконалості; бідність і простота зовнішнього світу відкривала цінність внутрішнього. В Японії підтримувалась здатність бути собою, жити природно.
Принцип сабі пов'язував красу з близькістю речей світу до небуття. Це давало змогу відчути загальний рух у часі, повноту миті, що зникає. Час виявляв сутність предметів. Наприклад, керамічна чаша для чайної церемонії зберігала сліди дотику рук гончара.
Принцип юген передбачав пошук вічного у минулому. Це проявлялося у майстерності натяку, підтексту, незавершеності. У неримованій поезії хоку були безкінечні глибини трансцендентного в буденності звичайного. У театрі Но всі вистави грали на фоні однієї декорації із самотньої сосни. Символічні жести й рухи акторів з прихованими за масками обличчями втягували глядачів у дійство людських переживань.

## Просторові мистецтва

### Живопис
Японський живопис — один з найдавніших і найвишуканіших видів мистецтва. Для нього характерне зображення природи як носія божественного начала. Живописом в Японії займаються як любителі, так і професіонали. До сучасності японці писали пензлем, а не ручкою. Знайомство з техніками пензлів зробило їх особливо чутливими до цінностей та естетики живопису. Японська школа живопису ямато-е склалася у XI—XII ст. Живописці школи розписували ширми, створювали на шовкових і паперових сувоях ілюстрації до літературних творів. Ілюстрації до роману Муросакі Сікібу «Гендзі-моногатарі» художника Фудзівара Такайосі створені поєднанням яскравих силуетів, обведених золотом і сріблом. Це надавало зображенню таємничості, а лаконічність кольору була співзвучна не тільки діям, але настрою героїв.
У XIII—XIV ст. були поширені портретні зображення. Людина в культурі Японії відмовлялася від особистого і поєднувалася з колективним. Злиття з іншими було метою самореалізації. Японець відводить собі місце на периферії, намагається бачити в окремій людині соціальну групу, до якої вона належить. Це ототожнює націю або групу людей з однією людиною. Відтак було правило «не втрачати обличчя за будь-яких обставин». Контекстуальний тип особистості формувався через колективну молитву, написання віршів за принципом по колу («поезія зчеплених рядків»), чайну церемонію, «пісенні збори». Ідеальна людина була гармонійною, займалася всім потроху.
У сюжетах живопису горизонтальних сувоїв, які ілюстрували легенди, сказання, військові перекази, було представлено етичний кодекс японців. У них проявлявся інтерес до драматичних ситуацій і конкретних подій. Герої емакімоно дотримувались кодексу бусідо, що втілював принципи лицарської поведінки самураїв.
Традиційно художник був засобом вираження поглядів і був особисто стриманим, відповідаючи ролі ремісника або артиста з низьким соціальним статусом. Каліграф, член конфуціанського класу літератури або самурайського класу в Японії, мав вищий статус, тоді як художники великого генія часто були визнані в період Камакура, отримавши ім'я від феодала і, таким чином, піднявшись соціально. Однак сценічне мистецтво, як правило, поважали менш, і нібито аморальність актрис раннього театру Кабукі змусила уряд Токуґави заборонити жінкам сцену; жіночі ролі в Кабукі та Но після цього виконували чоловіки.
У XV—XVII ст. значення набув монохромний пейзажний живопис суйбоку. Найпопулярніша тема гірського пейзажу із хатиною самітника в ущелині зображала світ у його цілісності. Світ був звільненій від буденної суєти. Композиції будувались на несподіваних асоціаціаціях, змінах ритмів, асиметрії. У сувійному живописі залишався вільний простір для доповнення його за допомогою уяви. Було заборонено копіювати подобність речей світу, це відкривало шляхи для відображення істинної сутності.
У XVI—XVII ст. були популярні декоративні розписи на ширмах, віялах і панно. Інтер'єри феодальних замків доповнювали деталі, пластичність, чистота ліній, динамізм, поєднання умовності та реалістичності.
У добу Едо (XVII — сер. XIX ст.) сформувався принцип краси окасі як вираження зворушливого, легкого і чуттєвого. Житель міста дивився на світ тверезо, приймав його без заглиблення у метафізичні основи прекрасного. Так склалася демократична школа укійо-е, до якої належала більшість майстрів японської гравюри.

#### Художні школи
В Японії є низка спеціалізованих університетів мистецтв, які готують спеціалістів для розквіту мистецтва. Найважливішим є Токійський університет мистецтв, один з найскладніших з усіх національних університетів для вступу. Іншим основним центром є Художній університет Тама, який підготував багатьох молодих художників кінця 20 століття в Японії. Залишається традиційне навчання мистецтву, похідне від традиційних китайських методів; його експерти викладають у своїх будинках або в головних школах, що працюють у відносинах майстер-учень. Учень не експериментує з особистим стилем, поки не досягне найвищого рівня підготовки, не закінчить художню школу або не стане керівником школи. Багато молодих художників критикували цю систему як придушення творчості та індивідуальності. Нове покоління авангарду порушило цю традицію, часто проходячи навчання на Заході. Однак у традиційних видах мистецтва система «магістр-учень» зберігає таємниці та навички минулого. Деякі родини майстрів-учнів можна простежити до періоду Камакура, з якого вони продовжують використовувати стиль чи тему великого майстра. Японські художники розглядають технічну віртуозність як необхідну умову для своїх професій, що визнано рештою світу однією з ознак японського мистецтва.
Національний уряд активно підтримував мистецтво через Агентство з питань культури, створене в 1968 році. Відділ з питань культури агентства поширює інформацію про мистецтво в Японії та на міжнародному рівні, а Відділ охорони культурних цінностей захищав культурну спадщину країни. Відділ у справах культури займається такими сферами, як популяризація мистецтва та культури, авторські права на мистецтво та вдосконалення національної мови. Він також підтримує як національні, так і місцеві фестивалі мистецтв та культури, фінансує поїздки на культурні заходи у галузі музики, театру, танцю, художніх виставок та кінофільмів. Спеціальні призи пропонуються для заохочення молодих художників та відомих практиків, і щороку надаються деякі гранти, що дозволяють їм навчатися за кордоном. Агентство фінансує національні музеї сучасного мистецтва в Кіото та Токіо та Національний музей західного мистецтва в Токіо, де виставляються як японські, так і міжнародні виставки. Агентство також підтримує Японську художню академію, яка вшановує видатних людей мистецтва та літератури, призначаючи їх до складу та пропонуючи 3,5 мільйони євро призових грошей. Нагороди вручаються у присутності Імператора, який особисто вручає найвище визнання — Орден культури. Токійський університет мистецтв також брав активну роль у кількох мистецьких заходах у попередні роки.

### Мистецтво гравюри
Високого рівня розвитку досягло мистецтво гравюри, яке є різновидом ксилографії. Майстри гравюри створювали дешеву, легко тиражовану гравюру на дереві. Міський побут, любовні історії куртизанок, образи акторів, продавчинь, ремісників і бійців були сюжетами мистецтва. У процесі їх створення брали участь кілька осіб: художник виконував рисунок, різник підготовлював дошки кольорів, друкар робив відбитки, перевіряв відтінки. Спочатку твори були чорно-білими, адже митці використовували лише чорну туш, але з XVII ст. художник Моронобу започаткував кольоровий друк.
Майстром багатобарвної гравюри був Судзукі Харунобу (1724—1770). Головні мотиви його творчості — ліричні сцени. Митець передавав почуття своїх героїв: ніжність, печаль, любов.
Художник Кітаґава Утамаро (1753—1806) присвятив свою творчість зображенню жанрових сцен із жінками в різноманітному вбранні. Він тонко відчував взаємозв'язок жестів і настрою, освітлення і виразу обличчя.
Вершиною традиційної японської гравюри вважається творчість Кацусіко Хокусая (1760—1849). Йому властиві небувалі раніше в японському мистецтві повнота охоплення життя, інтерес до всіх його проявів — від випадкової вуличної сцени до захопливих явищ природи. Хокусай залишив спадщину: понад 30 тисяч гравюр і малюнків, понад 500 ілюстрованих книг. У сімдесят років Хокусай створив найуславленішу серію гравюр «36 видів Фудзі», а за нею — серії «Мости», «Великі квіти», «Подорожі водоспадами країни», альбом «100 видів Фудзі».

### Декоративно-прикладне мистецтво
Японська кераміка є однією з найкращих у світі і включає найдавніші відомі японські артефакти. Японська експортна порцеляна була основною галуззю промисловості в різні моменти.

### Архітектура
Перші поселенці Японії були кочовими мисливцями-збирачами, які пізніше практикували землеробство і будували міста з сотнями, а то й тисячами населення. Вони будували прості будиночки з дерева та соломи, розміщені в неглибоких земляних ямах, щоб забезпечувати тепло від ґрунту. Для традиційної японської архітектури головним будівельним матеріалом була деревина. Використання дерев'яних конструкцій було доступним і простим у виготовленні. Такі конструкції краще підходили для японського клімату, дозволяли забезпечити природну вентиляцію приміщень і легко перемістити споруду, розібравши її і зібравши на новому місці. У таких будинках жили селяни, ремісники і торговці. Тепер[коли?] мінка збереглися тільки в сільській місцевості.
З середини VI століття а в Японії поширюється буддизм, який зробив поітний вплив на архітектуру цього періоду. Важливою ознакою будівельної практики стало використання кам'яного фундаменту. Перші буддистські релігійні споруди були копіями китайських зразків. Розташування будівель вироблялося з урахуванням гірського ландшафту, споруди розташовувалися асиметрично, в проєкт і ансамбль бралися до уваги сумісність з природою. У синтоїстських храмах збільшилось декоративних елементів, будови фарбували в яскраві кольори, доповнювали металевими і дерев'яними прикрасами.
Необхідність наново будувати зруйновані міста після Другої світової війни стала стимулом для розвитку японської архітектури. Відбудувані наново міста надзвичайно відрізнялися від довоєнних і за плануванням, і за будівельними матеріалами. Бум будівництва в 1960-х роках в Японії вирівняв стару традиційну японську архітектуру з дерева і замінив її мегамістами зі скла та сталі, допоміг надихнути нові школи японської архітектури, такі як архітектура Кензо Танге, який сміливо звільнився від звичайних моделей і виявився впливовим у всьому світі. Нові технології істотно вплинули на архітектуру Японії і її образний стан.

### Скульптура
Найдавніші японські скульптури Будди датуються VI і VII століттями. Вони характеризується плавними візерунками одягу та китайськими художніми рисами. Усередині Кондо на великій прямокутній платформі знаходяться одні з найважливіших скульптур того періоду. Центральне зображення — Троїцька Шака, історичний Будда, скульптура відлита в бронзі скульптором Торі Буссі (розквіт на початку VII століття) на честь нещодавно померлого принца Шотоку. По чотирьох кутах платформи розташовані Королі-охоронці, висічені в дереві близько 650 року. Також у Хорю-джи розміщений храм Тамамуші, дерев'яна копія Кондо, яка встановлена на високій дерев'яній основі, прикрашена фігурними картинами, виконаними в середовищі мінеральних пігментів, змішаних з лаком. Японці вважали скульптуру набагато менш прихильним середовищем для художньої виразності; більшість великих японських скульптур пов'язані з релігією.

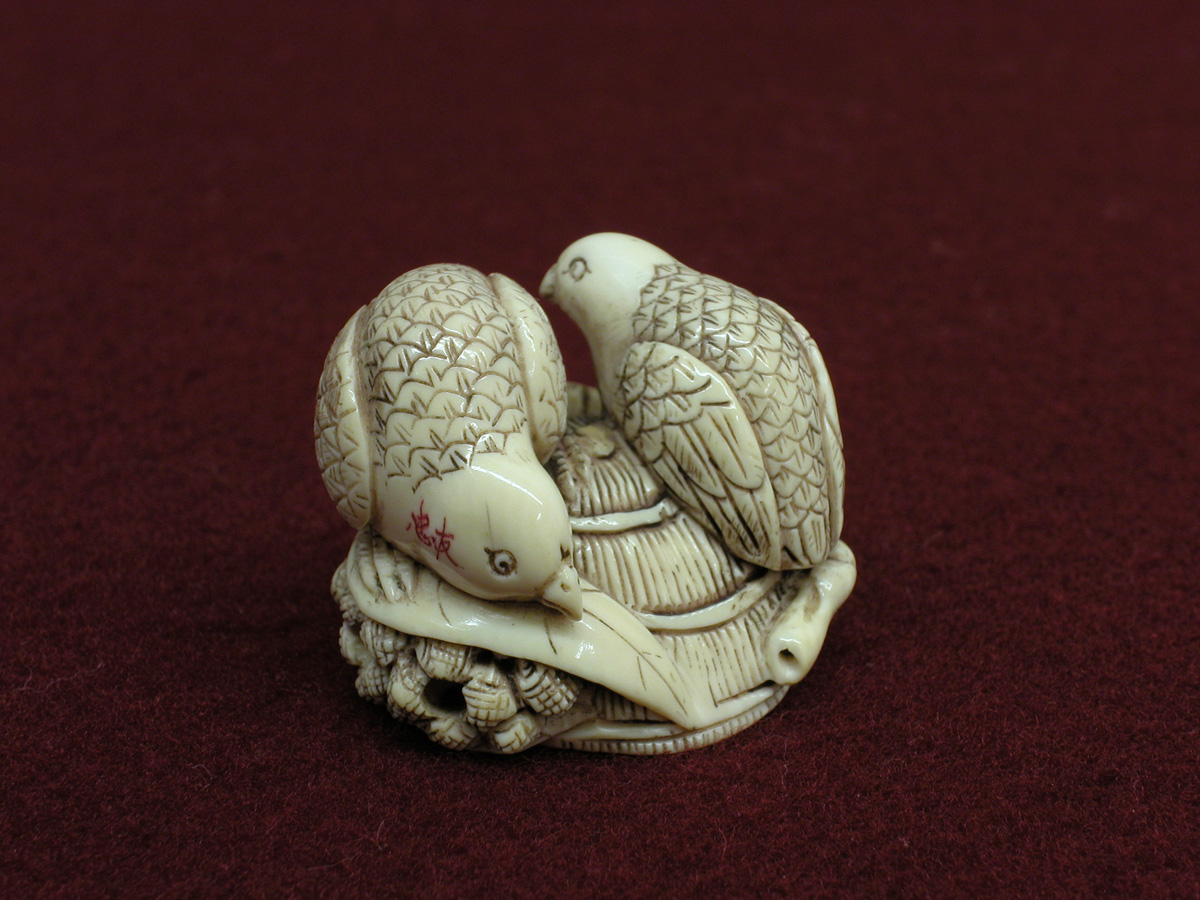
Нецке

Нецке — різновид мініатюрної скульптури, фігурки людей, тварин, персонажі легенд і художніх творів. Вони виготовлялися зі слонової кістки, дерева тощо. Перші нецке з'явилися в Японії у другій половині XVI ст. Вони використовувались для прикріплення до поясів гаманців, ключів, коробочок з ліками, були прикрасою для одягу. Їхні розміри становили 2,5-15 см. Майстер скульптури, що була своєрідним ґудзиком у традиційному костюмі не нав'язував свою волю матеріалу, а виявляв закладену в ньому природну красу і душу. На початок XIX ст. нецке стали складнішими і вигадливішими. Зазвичай то були вже не окремі фігурки, а сюжетні композиції. Розмаїття фігурок і їхніх призначень давало можливість власникові обирати необхідну для конкретної ситуації.

## Просторово-часові мистецтва

### Театр

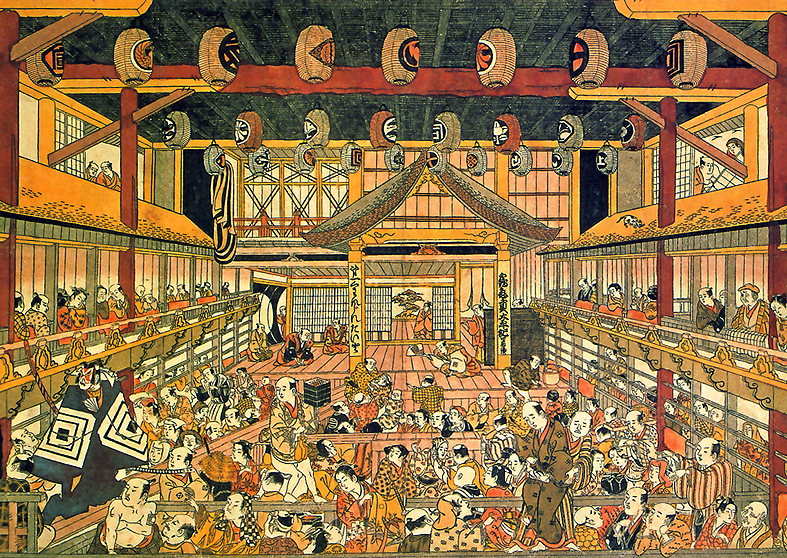
Вистава Кабукі

У театральному житті Японії традиційні театральні жанри — ноо (але, ногаку), кабуки, ляльковий театр бунраку, або дзерурі. Жанр ноо сформувався у чотирнадцятому столітті. Це музичне дійство з піснями, танцями і драматичним сюжетом, в основі якого покладені твори японської літератури. В історії японського театру важливе місце належить театру Но («театр майстерності»). Його п'єси увійшли в історію японської літератури як твори художньої цінності. Незмінним декором сцени є зображення прадавньої сосни — уособлення центру світобудови та символу вічності. У японському театральному мистецтві з нею пов'язані метаморфози, які відбуваються під час дійства. Усі дійові особи, закінчивши свою роль, не залишали сцену, а завмирали в глибині сцени. Нерухомістю немовби вимикали себе з поля зору глядачів.
У XVI—XVII столітті головним жанром японського національного театру став театр Кабукі (від япон. «пісня і танець»). Це був театр, який орієнтувався на простих глядачів, а ролі виконували жінки. 1629 року за наказом імператора склад труп Кабукі став суто чоловічим.
Різні стилі мистецтва Кабукі розвивалися у театральних центрах Кіото та Едо (нині Токіо). В Кіото склався м'який, чуттєвий стиль вистав Кабукі, а в Едо переважали воїни, тому тут склався мужній стиль.
Актори спеціалізувалися кожен у своєму амплуа і передавали секрети майстерності учням і послідовникам разом із сценічним ім'ям. Так утворилися акторські династії з багатьох поколінь виконавців.

### Мистецтво анімації
Комікси, створені в Японії, називаються манга. Це слово вигадав Кацусіко Хокусай]] у 1814 р., воно означає «гротески». Манга — це основа аніме.
Перший комікс в Японії був створений ще у XII ст. Це були «Веселі картинки з життя птахів і звірів» буддійського монаха Какую Тоба (1053—1140). На сувоях були зображені тварини, які пародіювали сцени з життя людей.

## Сучасне мистецтво в Японії
Японське сучасне мистецтво набуває стільки форм і виражає стільки різних ідей, скільки сучасне мистецтво в цілому. Він варіюється від реклами, аніме, відеоігор та архітектури, до скульптури, живопису та малювання у всіх їх незліченних формах. Японські художники зробили особливо помітний внесок у глобальне сучасне мистецтво в галузі архітектури, відеоігор, графічного дизайну, моди та анімації.
Традиційно художник був засобом вираження поглядів і був особисто стриманим, відповідаючи ролі ремісника з низьким соціальним статусом. Каліграф, член конфуціанського класу літератури або самурайського класу в Японії, мав вищий статус, тоді як художники були визнані в період Камакура, отримавши ім'я від феодала і, таким чином, піднявшись соціально. Однак сценічне мистецтво, як правило, поважали менш, і нібито аморальність актрис раннього театру Кабукі змусила уряд Токуґави заборонити жінкам сцену; жіночі ролі в Кабукі та Но виконували чоловіки.
У той же час багато японських художників продовжують використовувати традиційні японські художні прийоми та матеріали, успадковані з домодерних часів, такі як традиційні форми японського паперу та кераміки, малювання чорними і кольоровими чорнилами на папері чи шовку. Деякі з цих творів зображують традиційні сюжети у традиційних стилях, а інші досліджують нові та різні мотиви та стилі, або створюють гібриди традиційних та сучасних видів мистецтва, використовуючи традиційні засоби масової інформації чи матеріали. Треті уникають рідних засобів масової інформації та стилів, охоплюючи західні олійні фарби або будь-яку кількість інших форм.
У скульптурі деякі митці дотримуються традиційних режимів, деякі роблять це з сучасним стилем, а деякі обирають західні або зовсім нові режими, стилі та засоби масової інформації. Йо Акіяма — лише один із багатьох сучасних японських скульпторів. Він працює насамперед у глиняній кераміці та кераміці, створюючи дуже прості та зрозумілі роботи, схожі на те, що вони створені з самої землі. Інший скульптор, використовуючи залізо та інші сучасні матеріали, побудував велику скульптуру сучасного мистецтва в ізраїльському портовому місті Хайфа під назвою Ханабі (Феєрверк). Нахоко Кодзіма — сучасний художник Кірі, піонер техніки паперової скульптури у 3D.

## Виконавські види мистецтва
Багато традиційних форм японської музики, танцю та театру збереглися в сучасному світі, користуючись певною популярністю завдяки повторному ототожненню з японськими культурними цінностями. Традиційна музика та танець, котрі ведуть свій початок із давніх релігійних потреб — буддистських, сінтійських та народних — збереглися в драматичних виставах театру Но, Кабукі та бунраку. Стародавні придворні музичні та танцювальні форми, що походять з континентальних джерел, зберігалися завдяки імперським побутовим музикантам. Деякі з найдавніших музичних інструментів у світі постійно використовуються в Японії з періоду Джомон, про що свідчать знахідки кам'яних і глиняних флейт і цитр, що мають від двох до чотирьох струн, до яких були додані металеві дзвони та гонги періоду Яої створювати ранні музичні ансамблі. До раннього історичного періоду (6 — 7 століття) існувало безліч великих і малих барабанів, гонгів, курантів, флейт та струнних інструментів, таких як мандоліноподібна біва та плоска шестиструнна цитра, які еволюціонували в тринадцятиструнний кото. Ці інструменти сформували оркестри для похідної церемоніальної придворної музики VII століття (гагаку), яка разом із супровідним бугаку (різновидом придворного танцю) є найдавнішою з таких форм, що виконувались досі в Імператорському дворі, стародавніх храмах, і святині. Буддизм запровадив ритмічні співи, які все ще використовуються, що лежать в основі Шигіна, і які поєднуються з рідними ідеями, що лежать в основі розвитку вокальної музики, наприклад, у Но.
В Японії сформувалось самобутнє музичне й хореографічне мистецтво. Японці оберігають своєрідність своєї музики — її співзвучність з природою, близькість до природних звуків, унікальність «ма» («пауза, яка звучить»), асиметричність драматургії музичних творів. Урочиста музика церемоній гагаку виконувалася в імператорському палаці Кіото та маєтках аристократів. Для гагаку використовували інструменти-символи. Флейта рютекі («флейта дракона») нагадувала про драконів. Символом небесного світла вважався губний орган сьо. Символом земного життя був духовий інструмент з групи гобоїв хитирики. До ансамблю входили барабани — великий тайко та малі — какко, сьоко.
Придворне танцювальне дійство бугаку означає «танцювальний театр», «танець і музика». До репертуару бугаку входили військові танці бубу, що демонстрували могутність переможців у битвах, цивільні бумбу оспівували життєві цінності, дитячі вараві-маї, жіночі онна-маї та рухливі хасиримоно («танець-біг»), під час виконання яких актори активно пересувалися на невеликому майданчику. Важливими елементами дійства були складні костюми, надягати які актору допомагали помічники. У бугаку використовувалися і яскраво розфарбовані маски, які мали назву певної музичні композиції й танцю. Маски японського театрального мистецтва бугаку мали рухомі частини, якими актор міг керувати відповідно до сюжетних подій.